# Емилио Лароса
Емилио Лароса (шп. Emilio Larrosa) мексички је телевизијски продуцент продукцијске куће Телевиса.

## Као извршни продуцент
| Година:    | Српски наслов:        | Оригинални наслов: | Главне улоге:                                                    |
| ---------- | --------------------- | ------------------ | ---------------------------------------------------------------- |
| 2015.      | /                     |                    | Итати Канторал и Ернесто Лагуардија                              |
| 2013.      | /                     |                    | Глорија Треви и Габријел Сото                                    |
| 2011       | Двоструки живот       |                    | Анаи и Карлос Понсе                                              |
| 2009-2010. | /                     |                    | Итати Канторал и Педро Фернандез                                 |
| 2007.      | /                     |                    | Аријадне Дијаз, Глорија Сијера Бегоња Нарваез и Габријела Кариљо |
| 2006.      | /                     |                    | Галилеа Монтихо и Алехандра Барос                                |
| 2004-2005. | Срце у пламену        |                    | Ана Патрисија Рохо и Габријел Сото                               |
| 2002-2003. | Стазе љубави          |                    | Арасели Арамбула и Хорхе Салинас                                 |
| 2001.      | Пријатељи и супарници |                    | Мишел Вит, Лудвика Палета Анхелика Вале и Адамари Лопез          |
| 1999-2000. | /                     |                    | Лаура Леон и Андрес Гарсија                                      |
| 1998-1999. | /                     |                    | Алехандра Авалос и Артуро Пениче                                 |
| 1997.      | /                     |                    | Итати Канторал и Едуардо Сантамарина                             |
| 1996-1997. | /                     |                    | Марибел Гвардија и Хоан Себастијан                               |
| 1995-1996. | /                     |                    | Лаура Леон и Карлос Бонавидес                                    |
| 1994-1995. | /                     |                    | Ијури и Кајане                                                   |
| 1993-1994. | /                     |                    | Биби Гајтан и Лаура Леон                                         |
| 1992-1993. | /                     |                    | Кејт дел Кастиљо и Ектор Соберон                                 |
| 1991-1992. | /                     |                    | Сесилија Тихарена, Тијаре Сканда Ема Лаура и Кејт дел Кастиљо    |
| 1991.      | /                     |                    | Габријела Риверо и Умберто Зурита                                |
| 1986-1987. | /                     |                    | Данијела Ромо и Салвадор Пинеда                                  |

## Награде

### Најбоља теленовела

#### Као продуцент
| Година: | Категорија:        | Теленовела: | Резултат: |
| ------- | ------------------ | ----------- | --------- |
| 2012.   | Најбоља теленовела |             | Номинован |
| 2010.   | Најбоља теленовела |             | Добитник  |
| 2007.   | Најбоља теленовела |             | Номинован |
| 2003.   | Најбоља теленовела |             | Номинован |
| 2000.   | Најбоља теленовела |             | Номинован |
| 1994.   | Најбоља теленовела |             | Номинован |
| 1992.   | Најбоља теленовела |             | Номинован |
| 1987.   | Најбоља теленовела |             | Номинован |

#### Као писац
| Година: | Категорија:                | Теленовела: | Резултат: |
| ------- | -------------------------- | ----------- | --------- |
| 2012.   | Најбоља прича и адаптација |             | Номинован |
| 2010.   | Најбоља прича и адаптација |             | Номинован |
| 1996.   | Најбоља оригинална прича   |             | Добитник  |